# Лучинское (Одесская область)
Лучинское (укр. Лучинське) — село, относится к Раздельнянскому району Одесской области Украины.
Население по переписи 2001 года составляло 593 человека. Почтовый индекс — 67412. Телефонный код — 4853. Занимает площадь 2,011 км². Код КОАТУУ — 5123981103.

## История
В 1945 г. Указом ПВС УССР село Сакальск-Лучинск переименовано в Лучинское.
В мае 1967 г. произошло присоединение с. Бессарабка, с. Большевик-Фёдоровка, с. Додоново к селу Лучинское.

## Местный совет
67411, Одесская обл., Раздельнянский р-н, с. Гаевка